# Casp
Casp (en aragonès i català Casp, en castellà i oficialment Caspe) és un municipi d'Aragó, a la comarca del Baix Aragó-Casp.

## Història
El 1412 s'hi va celebrar el Compromís de Casp, que va donar lloc a l'entrada de la dinastia Trastàmara a la Corona d'Aragó.
El català es va parlar a la ciutat de Casp durant 500 anys, fins al segle xvii, segons que va escriure Mariano Valimaña (1784-1864) en uns annals històrics, que es basaren en els molts documents en català dels arxius de la ciutat.
En 1838, durant la primera guerra carlina, el carlí Lluís Llangostera i Casadevall va assetjar la vila sense poder prendre-la als liberals.
Durant la primera etapa de la Guerra Civil espanyola, Casp fou la seu del Consejo de Aragón, òrgan de govern nacional creat pels anarquistes en 1936.

## Demografia

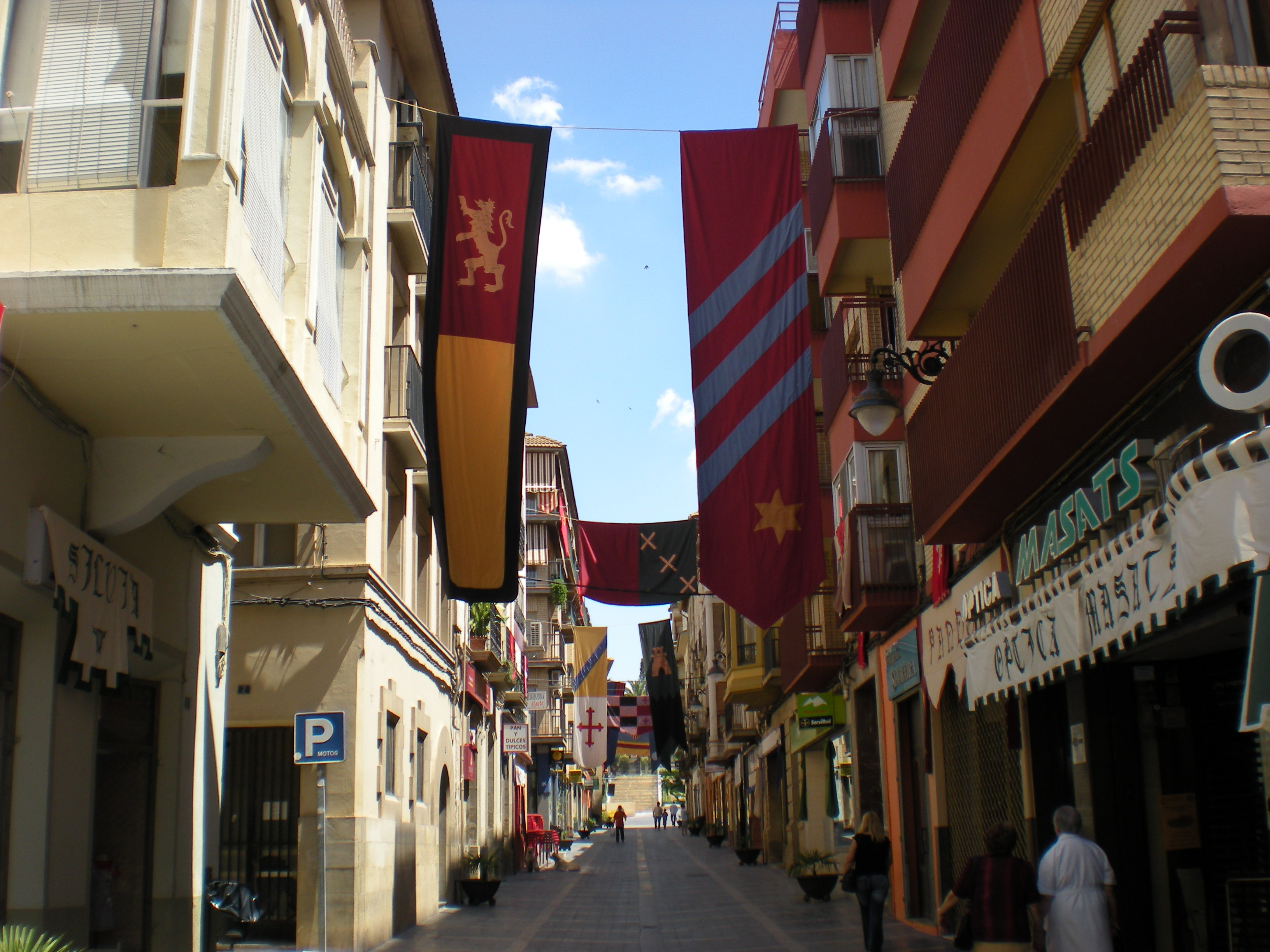
Carrer Major de Casp

| 1900 | 1910 | 1920 | 1930 | 1940 | 1950   | 1960 | 1970 | 1981 | 1991 | 2001 | 2008 |
| ---- | ---- | ---- | ---- | ---- | ------ | ---- | ---- | ---- | ---- | ---- | ---- |
| 7808 | 8893 | 9259 | 9992 | 9844 | 10 128 | 9603 | 9162 | 8339 | 8029 | 7896 | 8848 |